# Ингвэр
Ингвэр (др.-сканд. Ívarr; ? — 5 августа 910) — скандинавский король Йорвика. Согласно хронике Этельварда, Ингвэр правил вместе со своими братьями Эовилсом и Хальфданом II, хотя в англосаксонских хрониках он не упоминается. Также, по словам Этельварда, Ингвэр погиб в битве при Теттенхолле в 910 году вместе со своими братьями.
Монеты с именами братьев-соправителей неизвестны, и возможно, что каждый из них правил разными частями королевства, или даже что они были просто командирами армии викингов.
Давид Думвилл предположил, что Эовилс, Хальфдан II и Ингвэр принадлежат к династии Ивара из-за сходства с Иваром I, Аслом и Олавом Белым, также принадлежащим этой династии и предположительно тоже являлись братьями. Клара Даунхэм подтвердила это словами: «совпадение, возможно, слишком поразительное, чтобы его игнорировать».

## Биография
После победы викингов в битве при Холме в 902 году и поражения в восстании Этельвольда три брата Эовилс, Хальфдан II и Ингвэр были среди претендентов на трон Йорвика и смогли успешно установить власть. В течение первого десятилетия X века короли Йорвика и Восточной Англии совершали набеги на англосаксонские земли, чтобы проверить решимость Эдуарда Старшего, нового короля Уэссекса. В 910 году три соправителя двинули армию на юг и напали на Уэссекс. Они отступили и преследовались англосаксонской армией, пока силы Эдуарда не настигли их в Теттенхолле пятого августа. В этой битве Эовилс, Хальфдан II и Ингвэр погибли.

## Внешние ссылки
- Inwær 1 на сайте Просопографии англосаксонской Англии